# توماسو دی نیپوتی
توماسو دی نیپوتی (انگلیسی: Tommaso De Nipoti؛ زادهٔ ۲۳ ژوئیهٔ ۲۰۰۳) بازیکن فوتبال است.